# Château du Bijou
Le château du Bijou est un château situé en France sur la commune de Chomérac, dans le département de l'Ardèche en région Rhône-Alpes.

## Situation
L'édifice est situé au lieu-dit le Bijou situé au sud du village.

## Historique
Construit vers 1751 par le marquis de Gerlande, seigneur de Privas à la suite de la construction de l'hôtel de Gerlande à Privas devenu aujourd'hui l'hôtel de la préfecture. Il fut construit pour sa future femme, Anne-Clémence Bouvier, fille du docteur André Bouvier et d'Anne de Breys de La Caumette. Le château passa par les femmes aux Rochefort, descendants de la sœur d'Anne-Clémence Bouvier, et à la famille de Barrès du Mollard avant d'être vendu au comte de Sampigny puis à une famille de soyeux, les Chabert, pour compléter leur site industriel mitoyen de Champ-la-Lioure. Sa destination actuelle est touristique avec des chambres d'hôte et des gîtes.     

## Architecture
Corps de logis rectangulaire à trois étages, flanqués de quatre tourelles crênelées.
Ancienne forme de bastide, les tours ont été rajoutées au début du 19e et la surélévation des toits à la Mansard faite vers 1880.